# Gutierritos, o Drama dos Humildes
Gutierritos, o drama dos humildes foi uma telenovela brasileira produzida pela extinta TV Tupi e exibida de 14 de dezembro de 1964 a 6 de março de 1965 às 19h. 
Foi escrita por Walter George Durst a partir de um original mexicano de Estella Calderón, da Televisa, e dirigida por Wanda Kosmo e Lima Duarte.

## Trama
Gutierritos é um homem atormentado pela família, pelos amigos e no trabalho. Um dia, resolve escreve anonimamente para um jornal, realizando-se.

## Elenco
- Lima Duarte .... Gutierritos
- Laura Cardoso .... Rosa
- Wanda Kosmo .... Rosa (2)
- Juca de Oliveira .... Jorge
- Geórgia Gomide .... Helena
- Meire Nogueira.... Tadeu
- Débora Duarte....Almerinda
- Rolando Boldrin.... Pedro
- Clenira Michel.... Olívia
- João Monteiro.... Manuel

## Curiosidades
- Foi a primeira telenovela das sete da TV Tupi, escrita para concorrer com a TV Excelsior no horário.
- A diretora Wanda Kosmo participou como atriz, perto do final, substituindo Laura Cardoso, que teve de sair por problemas de saúde.
- Exibida originalmente em 1958 pela TV mexicana com o título Gutierritos, foi um dos maiores sucessos do gênero naquele país, tanto que teve um remake com os mesmos atores do original, em 1965. No Brasil não obteve grande repercussão.